# Ногтев, Василий Андреевич Ноготок
Василий Андреевич Ногтев-Оболенский по прозвищу Ноготок — русский князь, воевода и наместник на службе у московских князей Василия III и Ивана Грозного.
Князь Василий Андреевич — Рюрикович в XIX колене — единственный сын князя А. Н. Оболенского-Ногтя, один из многочисленных князей Оболенских. Не следует путать с Василием Андреевичем Ногтевым — его старшим современником, также князем и воеводой, но из князей Шуйских.

## Служба у Василия III
Упоминается в духовном завещании Ивана Мартьяновича Посульщикова (1500). В третьем Смоленском походе предводительствовал дворовыми детьми боярскими (1514). Водил сторожевой полк в Тулу с реки Вошана (1515). Первый воевода в Кашире, (1529), в Одоеве (1532). Когда с берега Оки были отпущены старшие воеводы, оставлен третьим воеводой в Коломне (1533).

## Служба при Иване Грозном
Назначен наместником в Торопец (1536). Первый воеводой на Сенкине броде через Оку (август 1538), откуда после роспуска «больших» воевод отправлен первым воеводой в Серпухов.

## Семья
Женат, имя супруги не установлено. Имел двух сыновей:
- Фёдор — отчислен в состав столичного дворянства (1550), женат на Анне (ум. 1547), дочери окольничего Д. Р. Захарьина-Юрьева.
- Андрей — в походе татарского царевича Тохтамыша (московского претендента на крымский престол) на ливонских немцев (см. Ливонская война), был головой в Большом полку (1559). Оставил троих сыновей: Михаила, Фёдора и Ивана.